# Eleccions parlamentàries finlandeses de 1933
Les eleccions parlamentàries finlandeses del 1933 es van celebrar els dies 1 i 2 de juliol de 1933. El partit més votat fou el socialdemòcrata, però es formà un govern de coalició dirigit pel progressista Toivo Mikael Kivimäki com a primer ministre de Finlàndia.

## Resultats
|                       |                                                             |           |        |          |     |  |
| Partit                | Partit                                                      | Vots      | %      | Escons   | +/– |  |
|                       | Partit Socialdemòcrata                                      | 413,551   | 37.33  | 78 / 200 | 12  |  |
|                       | Lliga Agrària                                               | 249,758   | 22.54  | 53 / 200 | 6   |  |
|                       | Partit de la Coalició Nacional - Moviment Patriòtic Popular | 187,527   | 16.93  | 32 / 200 | 10  |  |
|                       | Partit Popular Suec                                         | 115,433   | 10.42  | 21 / 200 | 1   |  |
|                       | Partit Nacional Progressista                                | 82,129    | 7.41   | 11 / 200 | =   |  |
|                       | Partit dels Petits Agricultors                              | 37,544    | 3.39   | 3 / 200  | 2   |  |
|                       | Partit Popular                                              | 9,390     | 0.85   | 2 / 200  | Nou |  |
|                       | Llista per a la Gent Treballadora                           | 2,667     | 0.24   | 0 / 200  | Nou |  |
|                       | Organització Popular Finlandesa                             | 2,103     | 0.19   | 0 / 200  | Nou |  |
|                       | Llista de Reals Finlandesos, Persones amb templança...      | 1.476     | 0,13   | 0 / 200  | Nou |  |
|                       | Unió Nacional Socialista                                    | 1.406     | 0,13   | 0 / 200  | Nou |  |
|                       | Llista de treballadors, camperols i intel·lectuals          | 787       | 0,07   | 0 / 200  | Nou |  |
|                       | Llista d'homes de la recessió                               | 645       | 0,06   | 0 / 200  | Nou |  |
|                       | Llista de Jaakko Seise                                      | 630       | 0,06   | 0 / 200  | Nou |  |
|                       | Pels Pobres - Partit Popular                                | 370       | 0,03   | 0 / 200  | Nou |  |
|                       | Partit Popular Rural - Partit del Treball Finlandès         | 311       | 0,03   | 0 / 200  | Nou |  |
|                       | Partit del Treball Finlandès                                | 226       | 0,02   | 0 / 200  | Nou |  |
|                       | Llista "VFJohanson i M.Saarikoski"                          | 145       | 0,01   | 0 / 200  | Nou |  |
|                       | Llista de l'economia nacional                               | 101       | 0,01   | 0 / 200  | Nou |  |
|                       | Llista F                                                    | 96        | 0,01   | 0 / 200  | Nou |  |
|                       | Altres                                                      | 1.528     | 0,14   | 0 / 200  | =   |  |
| Total                 | Total                                                       | 1.107.823 | 100    | 200      | =   |  |
|                       |                                                             |           |        |          |     |  |
| Vots vàlids           | Vots vàlids                                                 | 1.107.823 | 99,56  |          |     |  |
| Invàlids / en blanc   | Invàlids / en blanc                                         | 4.917     | 0,44   |          |     |  |
| Vots totals           | Vots totals                                                 | 1.112.740 | 100.00 |          |     |  |
| Votants Registrats    | Votants Registrats                                          | 1.789.331 | 62,19  |          |     |  |
| Font: Nohlen & Stöver |                                                             |           |        |          |     |  |